# Liste der Baudenkmale in Thandorf
In der Liste der Baudenkmale in Thandorf sind alle denkmalgeschützten Bauten der mecklenburgischen Gemeinde Thandorf und ihrer Ortsteile aufgelistet. Grundlage ist die Veröffentlichung der Denkmalliste des Kreises Nordwestmecklenburg mit dem Stand vom 16. September 2020.

## Baudenkmale nach Ortsteilen

### Thandorf
| ID   | Lage                   | Bezeichnung                                                                               | Beschreibung | Bild |
| ---- | ---------------------- | ----------------------------------------------------------------------------------------- | ------------ | ---- |
| 1407 | Am Storchennest 1      | Hofanlage m. Bauernhaus, Scheune, Stall u. Kleinviehstall                                 |              |      |
| 1410 | Dorfstraße 17          | Kruggehöft (Stickerei)                                                                    |              |      |
| 1408 | Alte Dorfstraße 13- 15 | Hofanlage "Stoffersches Haus" m. Bauernhaus "Stoffersches Haus", Scheune u. Stallspeicher |              |      |
| 1409 | Dorfstraße 22          | Bauernhaus (Werderhaus)                                                                   |              |      |
| 1631 | Alte Dorfstraße 6      | Niederdeutsches Hallenhaus                                                                |              |      |

### Schlagsülsdorf
| ID   | Lage           | Bezeichnung | Beschreibung | Bild |
| ---- | -------------- | ----------- | ------------ | ---- |
| 1264 | Am Dorfteich 1 | Bauernhaus  |              |      |

## Quelle
- Denkmalliste des Landkreises Nordwestmecklenburg (Stand: 9. November 2023; PDF, 1,2 MByte)

- Karte mit allen Koordinaten:
- OSM |
- WikiMap